# Michael Chapman (directeur de la photographie)
Pour les articles homonymes, voir Michael Chapman.
Michael Chapman (New York, 21 novembre 1935 – Los Angeles (Californie), 20 septembre 2020), est un directeur de la photographie américain. Il est aussi acteur, opérateur caméra, réalisateur.

## Biographie

### Famille
Michael Chapman est marié avec la scénariste Amy Holden Jones.

## Filmographie

### Photographie
- 1973 : La Dernière Corvée (The Last Detail) d'Hal Ashby
- 1974 : The White Dawn de Philip Kaufman
- 1975 : Death Be Not Proud de Donald Wrye (en) (téléfilm)
- 1976 : Taxi Driver de Martin Scorsese
- 1976 : Le Prête-nom (The Front) de Martin Ritt
- 1976 : Meurtre pour un homme seul (The Next Man) de Richard C. Sarafian
- 1978 : American Boy: A Profile of Steven Prince de Martin Scorsese
- 1978 : King: The Martin Luther King Story (série télévisée)
- 1978 : Mélodie pour un tueur (Fingers) de James Toback
- 1978 : La Dernière Valse (The Last Waltz) de Martin Scorsese
- 1978 : L'Invasion des profanateurs (Invasion of the Body Snatchers) de Philip Kaufman
- 1979 : Hardcore de Paul Schrader
- 1979 : Les Seigneurs (The Wanderers) de Philip Kaufman
- 1980 : Raging Bull de Martin Scorsese
- 1982 : Personal Best de Robert Towne
- 1982 : Les cadavres ne portent pas de costard (Dead Men Don't Wear Plaid) de Carl Reiner
- 1983 : L'Homme aux deux cerveaux (The Man with Two Brains) de Carl Reiner
- 1987 : Génération perdue (The Lost Boys) de Joel Schumacher
- 1987 : Bad de Martin Scorsese (vidéo)
- 1988 : Randonnée pour un tueur (Shoot to Kill) de Roger Spottiswoode
- 1988 : Gotham (en) de Lloyd Fonvielle (téléfilm)
- 1988 : Fantômes en fête (Scrooged) de Richard Donner
- 1989 : SOS Fantômes 2 (Ghostbusters II) d'Ivan Reitman
- 1990 : Hold-up à New York d'Howard Franklin et Bill Murray
- 1990 : Un flic à la maternelle (Kindergarten Cop) d'Ivan Reitman
- 1991 : Doc Hollywood de Michael Caton-Jones
- 1992 : Intimes Confessions (Whispers in the Dark) de Christopher Crowe (en)
- 1993 : Soleil levant (Rising Sun) de Philip Kaufman
- 1993 : Le Fugitif (The Fugitive) d'Andrew Davis
- 1995 : Michael Jackson: Video Greatest Hits - HIStory (segment Bad)
- 1996 : Peur primale (Primal Fear) de Gregory Hoblit
- 1996 : Space Jam (Québec : Basket Spatial) de Joe Pytka
- 1998 : Six jours, sept nuits (Six Days Seven Nights) d'Ivan Reitman
- 1999 : Une vie à deux (The Story of Us) de Rob Reiner
- 1999 : The White River Kid d'Arne Glimcher
- 2000 : The Watcher de Joe Charbanic
- 2001 : Évolution (Evolution) d'Ivan Reitman
- 2003 : Michael Jackson: Number Ones (Segment : Bad)
- 2004 : Le Prince de Greenwich Village (House of D) de David Duchovny
- 2004 : Folles Funérailles (Eulogy) de Michael Clancy
- 2004 : Suspect Zero d'E. Elias Merhige
- 2006 : Hoot de Wil Shriner (en)
- 2007 : Le Secret de Terabithia (Bridge to Terabithia) de Gábor Csupó

### Acteur
- 1973 : La Dernière Corvée (The Last Detail) d'Hal Ashby : le taxi
- 1988 : Randonnée pour un tueur (Shoot to Kill) de Roger Spottiswoode : l'avocat
- 1988 : Gotham (en) de Lloyd Fonvielle (téléfilm) : le propriétaire
- 1989 : Séduction rapprochée (en) (Third Degree Burn) de Roger Spottiswoode (téléfilm) : Dan Rourke
- 1989 : Abyss de James Cameron : Dr Berg
- 1990 : Hold-up à New York (Quick Change) d'Howard Franklin et Bill Murray : policier
- 1990 : Un flic à la maternelle (Kindergarten Cop) d'Ivan Reitman : un pompier
- 1991 : Doc Hollywood de Michael Caton-Jones : opérateur de stand de tir
- 1993 : Soleil levant (Rising Sun) de Philip Kaufman : Fred Hoffman
- 1998 : Six jours, sept nuits (Six Days Seven Nights) d'Ivan Reitman : mécanicien
- 1999 : Une vie à deux (Québec : Notre histoire) (The Story of Us) de Rob Reiner : garçon de café
- 1999 : The White River Kid d'Arne Glimcher : le beau député
- 2001 : Évolution (Evolution) d'Ivan Reitman : le shérif
- 2004 : Le Prince de Greenwich Village (House of D) de David Duchovny : le portier
- 2004 : Suspect Zero d'E. Elias Merhige : procureur n° 1

### Réalisateur
- 1983 : L'Esprit d'équipe (All the Right Moves) avec Tom Cruise
- 1986 : Le Clan de la caverne des ours (The Clan of the Cave Bear)
- 1986 : Annihilator, le destructeur (Annihilator) avec Nicole Eggert
- 1995 : The Viking Sagas (en) avec Ralf Moeller

### Autres métiers
- 1965 : Who Killed Teddy Bear (en) de Joseph Cates (assistant caméraman)
- 1970 : End of the Road d'Aram Avakian (opérateur caméra)
- 1970 : Loving d'Irvin Kershner (opérateur caméra)
- 1970 : Le Propriétaire (The Landlord) d'Hal Ashby (opérateur caméra)
- 1970 : Husbands de John Cassavetes (opérateur caméra - équipe de New York)
- 1971 : Little Murders (en) d'Alan Arkin (opérateur caméra)
- 1971 : Klute d'Alan J. Pakula (opérateur caméra)
- 1972 : Le Parrain (The Godfather) de Francis Ford Coppola (opérateur caméra)
- 1972 : Les rebelles viennent de l'enfer (Bad Company) de Robert Benton (opérateur caméra)
- 1975 : Les Dents de la mer (Jaws) de Steven Spielberg (opérateur caméra)

## Distinctions

### Récompenses
- 1981 : Boston Society of Film Critics Awards pour la meilleure photographie dans Raging Bull
- 1981 : National Society of Film Critics Awards pour la meilleure photographie dans Raging Bull

### Nominations
- 1981 : nommé aux oscars pour la meilleure photographie dans Raging Bull
- 1994 : nommé aux oscars pour la meilleure photographie dans Le Fugitif
- 1994 : nommé aux American Society of Cinematographers Awards dans Le Fugitif